# Liste der italienischen Botschafter in Frankreich
Liste der Leiter der italienischen Auslandsvertretung in Paris
Der italienische Botschafter residiert seit 1938 im Hôtel de Boisgelin an der 47–49 Rue de Varenne, im 7. Arrondissement von Paris.
| Ernennung/Akkreditierung | Name                                      | Bemerkungen                                                       | ernannt von               | akkreditiert während der Regierung von | Posten verlassen |
| ------------------------ | ----------------------------------------- | ----------------------------------------------------------------- | ------------------------- | -------------------------------------- | ---------------- |
| 25. Juli 1861            | Costantino Nigra                          |                                                                   | Bettino Ricasoli          | Napoleon III.                          | 1876             |
| 7. Juli 1876             | Enrico Cialdini                           |                                                                   | Agostino Depretis         | Patrice de Mac-Mahon                   | Mai 1881         |
| Mai 1881                 | Maurizio Marocchetti                      | Geschäftsträger                                                   | Agostino Depretis         | Jules Grévy                            | 2. Aug. 1882     |
| 2. Aug. 1882             | Costantino Ressman                        | Geschäftsträger                                                   | Agostino Depretis         | Jules Grévy                            | 11. Nov. 1882    |
| 11. Nov. 1882            | Luigi Federico Menabrea                   |                                                                   | Giovanni Giolitti         | Marie François Sadi Carnot             | 10. Apr. 1892    |
| 10. Apr. 1892            | Costantino Ressman                        |                                                                   | Giovanni Giolitti         | Marie François Sadi Carnot             | 3. Feb. 1895     |
| 3. Feb. 1895             | Giuseppe Tornielli Brusati di Vergano     |                                                                   | Francesco Crispi          | Félix Faure                            | 1908             |
| 18. Juni 1908            | Giovanni Gallina (Diplomat)               |                                                                   | Sidney Sonnino            | Armand Fallières                       | 1910             |
| 27. Jan. 1910            | Antonino Paternò Castello di San Giuliano |                                                                   | Luigi Luzzatti            | Armand Fallières                       | Apr. 1910        |
| 14. Apr. 1910            | Tommaso Tittoni                           |                                                                   | Luigi Luzzatti            | Armand Fallières                       | 1916             |
| 9. Nov. 1916             | Giuseppe Salvago Raggi                    |                                                                   | Paolo Boselli             | Raymond Poincaré                       | 1917             |
| 24. Okt. 1917            | Lelio Bonin Longare                       |                                                                   | Vittorio Emanuele Orlando | Raymond Poincaré                       | 1922             |
| 29. Jan. 1922            | Carlo Sforza                              |                                                                   | Benito Mussolini          | Alexandre Millerandi                   | Nov. 1922        |
| 10. Nov. 1922            | Camillo Romano Avezzana                   |                                                                   | Benito Mussolini          | Alexandre Millerandi                   | 1927             |
| 6. Feb. 1927             | Gaetano Manzoni                           |                                                                   | Benito Mussolini          | Gaston Doumergue                       | 1932             |
| 25. Aug. 1932            | Bonifacio Pignatti Morano di Custoza      |                                                                   | Benito Mussolini          | Paul Doumer                            | 1935             |
| 26. Juli 1935            | Vittorio Cerruti                          |                                                                   | Benito Mussolini          | Albert Lebrun                          | 1938             |
| 20. Nov. 1938            | Raffaele Guariglia di Vituso              |                                                                   | Benito Mussolini          | Albert Lebrun                          | 1942             |
| 19. Jan. 1942            | Gino Buti                                 | 4. Februar 1941 bis 20. Februar 1942 (Vichy Konsul Ottavio Zoppi) | Benito Mussolini          | Philippe Pétain                        |                  |
| 26. Apr. 1945            | Giuseppe Saragat                          |                                                                   | Ferruccio Parri           | Charles de Gaulle                      | 1946             |
| 30. Nov. 1946            | Pietro Quaroni                            |                                                                   | Ferruccio Parri           | Félix Gouin                            | 1958             |
| Jan. 1958                | Alberto Rossi Longhi                      |                                                                   | Amintore Fanfani          | René Coty                              | Nov. 1958        |
| 1958                     | Leonardo Vitetti                          |                                                                   | Amintore Fanfani          | René Coty                              | 1961             |
| 1961                     | Manlio Brosio                             |                                                                   | Fernando Tambroni         | Charles de Gaulle                      | 1964             |
| 1964                     | Giovanni Fornari                          |                                                                   | Giovanni Leone            | Charles de Gaulle                      | 1969             |
| 1969                     | Francesco Malfatti di Montetretto         |                                                                   | Giovanni Leone            | Alain Poher                            | 1977             |
| 1977                     | Gian Franco Pompei                        |                                                                   | Giulio Andreotti          | Valéry Giscard d’Estaing               | 1981             |
| 1981                     | Walter Gardini                            |                                                                   | Giovanni Spadolini        | François Mitterrand                    | 1988             |
| 1988                     | Giacomo Attolico                          |                                                                   | Ciriaco De Mita           | François Mitterrand                    | 1991             |
| 1991                     | Luigi Guidobono Calvachini Garofoli       |                                                                   | Giulio Andreotti          | François Mitterrand                    | 1995             |
| 1995                     | Sergio Vento                              |                                                                   | Lamberto Dini             | Jacques Chirac                         | 2000             |
| 2000                     | Federico Di Roberto                       |                                                                   | Giuliano Amato            | Jacques Chirac                         | 2002             |
| 2002                     | Giovanni Dominedò                         |                                                                   | Silvio Berlusconi         | Jacques Chirac                         | 2005             |
| 2005                     | Ludovico Ortona                           |                                                                   | Silvio Berlusconi         | Jacques Chirac                         | 2009             |
| 2009                     | Giovanni Caracciolo di Vietri             |                                                                   | Silvio Berlusconi         | Nicolas Sarkozy                        | 2013             |
| 2013                     | Giandomenico Magliano                     |                                                                   | Mario Monti               | François Hollande                      | 2018             |
| 2018                     | Teresa Castaldo                           |                                                                   | Paolo Gentiloni           | Emmanuel Macron                        | 2022             |
| 2022                     | Emanuela D’Alessandro                     |                                                                   | Mario Draghi              | Emmanuel Macron                        | 2022             |